# Eugenio Siena

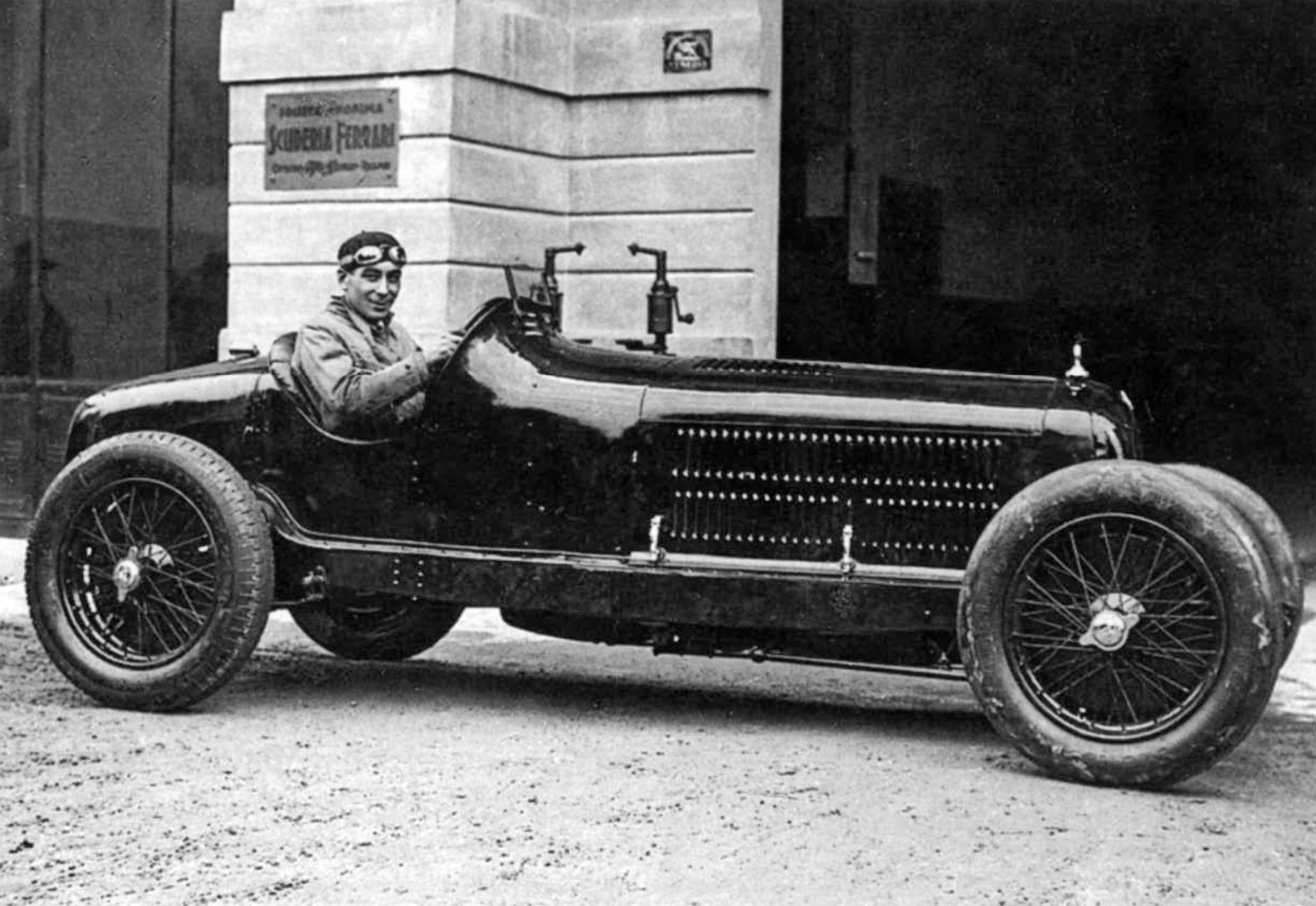
Eugenio Siena 1932 im Alfa Romeo 8C 2300

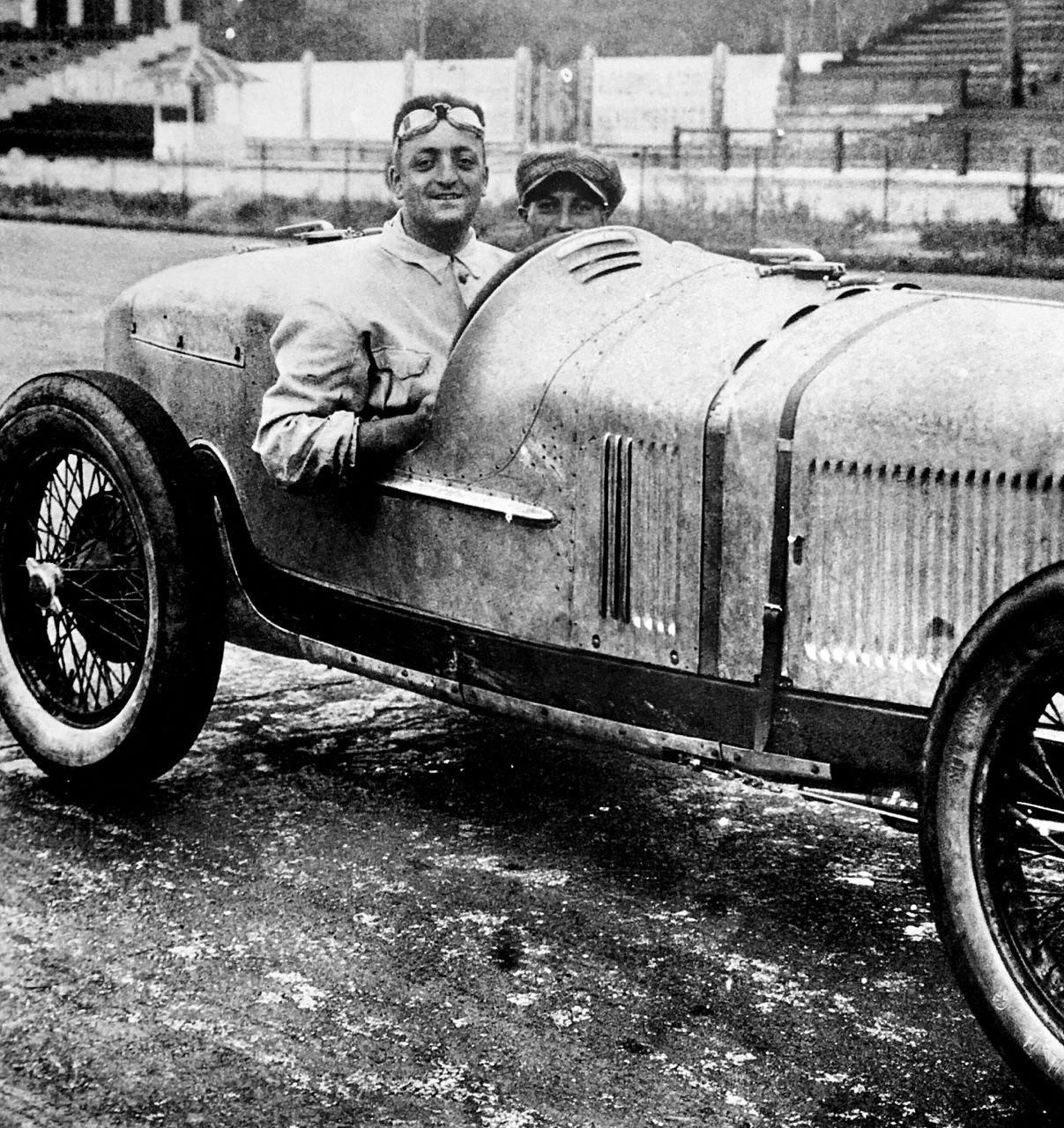
Eugenio Siena als Beifahrer von Enzo Ferrari bei der Coppa Acerbo 1924

Eugenio Siena (* 1. April 1905 in Mailand; † 15. Mai 1938 in Tripolis, Italienisch-Libyen) war ein italienischer Automobilrennfahrer.

## Karriere
Siena war ein Cousin des in den 1920er-Jahren erfolgreichen Rennfahrers Giuseppe Campari und begann durch dessen Hilfe als Mechaniker und Testfahrer an der Seite von Enzo Ferrari bei Alfa Romeo. Mit dem jungen Ferrari gewann er beispielsweise 1924 auf Alfa Romeo RL die erste Auflage der Coppa Acerbo nahe Pescara. Später war Siena Beifahrer anderer erfolgreicher italienischer Piloten wie Baconin Borzacchini, Mario Tadini, Piero Taruffi, Emilio Villoresi und Tazio Nuvolari.
Von 1930 bis 1934 arbeitete er für die Scuderia Ferrari und gewann unter anderem als Fahrer 1932 auf Alfa Romeo 8C 2300MM zusammen mit Antonio Brivio das 24-Stunden-Rennen von Spa-Francorchamps und 1933 die VI. Coppa Principe di Piemonte. Bei der Mille Miglia 1934 wurde er als Copilot von Tazio Nuvolari auf Alfa Romeo 8C 2300 „Monza“ Zweiter.
Später wurde Eugenio Siena Privatfahrer und gründete die Scuderia Siena, mit der er von 1934 bis 1936 vorwiegend Voiturette-Rennen bestritt. Beim Großen Preis von Monaco 1934 wurde er auf Maserati 8C-3000 Achter, 1937 gewann er das Rennen Circuito di Milano im Parco Sempione auf Maserati 4CM.
Nach Ende der Saison 1937 bekam Siena das Angebot, Werksfahrer bei Alfa Romeo zu werden. Sein erstes Rennen für die Mailänder war der Gran Premio di Tripoli 1938 auf dem Autodromo della Mellaha in der damaligen italienischen Kolonie Libyen, wo er an der Seite von Giuseppe Farina, Clemente Biondetti und Raymond Sommer für Alfa Corse einen Tipo 312 pilotierte.

### Tödlicher Unfall
Das Rennen um den Gran Premio di Tripoli fand am Sonntag, 15. Mai 1938 statt. Kurz nach dem Start mischte sich eine Reihe von den hinter den großen Grand-Prix-Wagen startenden Maserati-Voiturettes ins Feld. Einige Werksfahrer, darunter Hermann Lang, Rudolf Caracciola und Carlo Felice Trossi steckten hinter diesen Wagen fest und schafften es erst nach und nach, sie zu überholen. Eugenio Siena, der sich als Neunter qualifiziert hatte, lag hinter den Maseratis von Luigi Villoresi und Franco Cortese, die die Voiturette-Klasse anführten, an zehnter Stelle. Zu Beginn der achten Runde versuchte Siena, Corteses Wagen auf der Anfahrt zur ersten Kurve zu überholen. Bei dem harten Bremsmanöver verlor er die Kontrolle über seinen Alfa Romeo und kam von der Strecke ab. Er überfuhr dabei ein Sandstück und einige Bäume und prallte gegen eine Mauer. Der Italiener wurde aus dem Wagen mehrere Meter durch die Luft geschleudert und starb beim Aufprall.
Nur Minuten später kam es zu einem weiteren tragischen Unfall, als László Hartmann in seinem Maserati mit Giuseppe Farinas Alfa Romeo kollidierte. Der Ungar brach sich das Rückgrat und starb am folgenden Tag im italienischen Krankenhaus von Tripolis.